# Tore Broman
Tore Broman, född 17 februari 1908 i Lund, död 5 mars 2000 i Annedals församling, Göteborg, var en svensk neurolog. Han var son till Ivar Broman och Dagmar Berlin (1880–1973), samt bror till Sten Broman.
Efter studentexamen 1926 blev Broman medicine kandidat 1929, medicine licentiat 1936 samt medicine doktor och docent i fysiologi 1941, i neurologi vid Lunds universitet 1947. Han var professor vid Göteborgs universitet 1953–1974 och överläkare vid neurologiska kliniken på Sahlgrenska sjukhuset 1951–1974. Hans skrifter behandlar främst blod-hjärnbarriären och multipel skleros. Han var hedersledamot i Neurologiskt handikappades riksförbund. Broman är gravsatt i minneslunden på Västra kyrkogården i Göteborg.